# Élections législatives ivoiriennes de 2021
Les élections législatives ivoiriennes de 2021 ont lieu le 6 mars 2021 afin de renouveler les 255 membres de l'Assemblée nationale de Côte d'Ivoire. Initialement prévues pour octobre 2020, elles sont reportées de quelques mois du fait de la pandémie de covid-19.
Avec la participation des principaux partis politiques pour la première fois depuis la crise politique dix ans auparavant, qui avait conduit les deux scrutins suivant à s'organiser sous le poids de boycotts de l'opposition, ces législatives s’opèrent dans un contexte d'appels à la réconciliation et d'espoir d'un retour à un climat politique apaisé.
Bien que finalement décevant en termes de participation, le scrutin se déroule dans le calme. Le Rassemblement des houphouëtistes pour la démocratie et la paix du Président Alassane Ouattara connait un recul mais conserve la majorité absolue des sièges.

## Contexte
Il s'agit des secondes élections législatives depuis le référendum constitutionnel ayant instauré la Troisième République en 2016 et mis en place le bicamérisme. Boycottées par les principaux partis d'opposition, les précédentes législatives en décembre de la même année ont été remportées par le Rassemblement des houphouëtistes pour la démocratie et la paix du président Alassane Ouattara, qui obtient la majorité absolue des suffrages et 167 sièges sur 255, les sièges restants étant principalement remportés par des candidats indépendants.
Candidat à un troisième mandat après la mort subite de son dauphin Amadou Gon Coulibaly, Ouattara remporte la présidentielle d'octobre 2020 dans un contexte de boycott renouvelé de l'opposition.
En accord avec les dispositions transitoires de la nouvelle constitution de 2016, le mandat de l'assemblée élue en 2016 s’achève exceptionnellement en décembre 2020, soit au bout de quatre ans au lieu de cinq. Une révision constitutionnelle effectuée en mars 2020 permet néanmoins au parlement sortant de rester en fonction en cas d'impossibilité de tenir le scrutin dans les délais. L'organisation de ce dernier dans le contexte de la pandémie de covid-19 est en effet jugée impossible avant le 31 décembre par le président Ouattara, qui en prévoit de fait le report,. Lors de son discours d'investiture pour son troisième mandat le 14 décembre, Ouattara annonce la tenue des élections au premier trimestre 2021. La date est par la suite fixée au 6 mars sur proposition de la Commission électorale indépendante (CEI),.

## Mode de scrutin

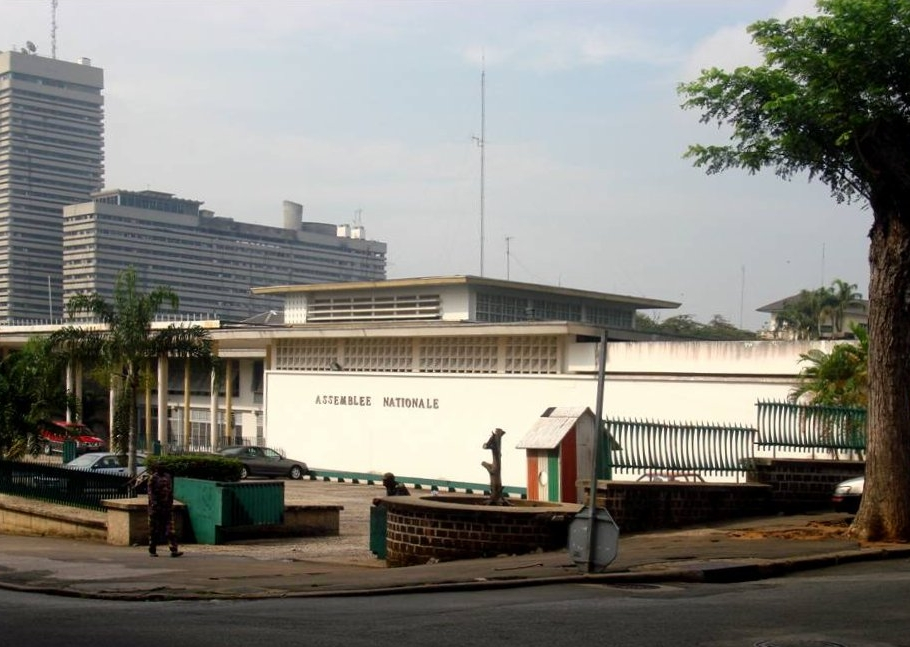
Siège de l'assemblée à Abidjan.

L'Assemblée nationale  est la chambre basse du parlement bicaméral de la Cote d'Ivoire. Elle est composée de 255 sièges pourvus pour cinq ans au scrutin majoritaire à un tour, dont 169 dans des circonscriptions uninominales et 36 dans des circonscriptions de 2 à 6 sièges. Dans ces dernières, les électeurs votent au scrutin de liste majoritaire pour des listes bloquées composées d'autant de candidats que de sièges à pourvoir. Dans les deux cas, le candidat ou la liste de candidat ayant recueilli le plus de voix dans sa circonscription remporte le nombre de sièges à pourvoir.
Depuis un décret pris en novembre 2020, les partis doivent obligatoirement présenter un minimum de 30 % de femmes sur le total de leurs candidats. Le décret encourage par ailleurs les partis a en présenter davantage en assurant un financement public supplémentaire à ceux dont la part de candidates dépasse 50 %. Le quota de 30 % est cependant dépourvu de mesures coercitives, ce qui amène la totalité des partis à ne pas le respecter, en l’absence d'amendes. Les élections de 2021 ne voient ainsi qu'un total de 15 % de femmes candidates.
Sur les 255 sièges à pourvoir, seuls 254 sont finalement mis en jeu le 6 mars, le décès d'une candidate suppléante ayant amené au report du scrutin dans la circonscription de Niakara-Arikokaha-Tortiya.

## Campagne
La période de campagne électorale officielle, qui s'étend du 26 février au 4 mars, se déroule dans le calme et un climat politique jugé « apaisé »,. Contrairement aux législatives de 2016 et à la présidentielle de 2020, les principaux partis d'opposition décident de participer au scrutin, à l'exception de Générations et peuples solidaires (GPS) de Guillaume Soro, ainsi que d'une dizaine de partis mineurs. Enfin organisées en présence des principales formations politiques et marquées par de multiples appels à la réconciliation, les élections se voient attribuées un rôle « cathartique » devant permettre de cicatriser les plaies politiques du pays,.

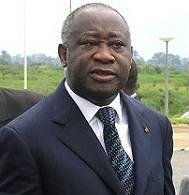
Laurent Gbagbo

Le Rassemblement des houphouëtistes pour la démocratie et la paix (RHDP), du président Ouattara est ainsi en lice contre le Front populaire ivoirien (FPI) de l'ancien président Laurent Gbagbo, qui signe son retour dans l'arène politique après dix années d'absence. La crise politique avait conduit à une scission interne du FPI entre la frange dite « Gbagbo ou rien » (GOR) refusant toute participation aux élections sans le retour au pays de Gbagbo, ne laissant qu'une ombre de FPI dit « légal » mené par l'ancien ministre Pascal Affi N'Guessan participer aux différents scrutins. Bien que du même bord, les deux factions s'affrontent néanmoins dans plusieurs circonscriptions lors de ces législatives.
Le FPI « GOR » est notamment galvanisé par le retour attendu de l'ancien président dans les mois suivants le scrutin. Laurent Gbagbo avait été transféré à la Cour pénale internationale (CPI) de La Haye à la suite de la crise politique post-électorale de 2010, avant d'être acquitté en 2019 des accusations de crimes contre l'humanité portées à son encontre et placé en libération conditionnelle en attendant que la cour statue sur l'appel déposé par la procureure Fatou Bensouda. Un retour au pays auquel Alassane Ouattara se déclare favorable au nom de la réconciliation nationale. Sous la bannière Ensemble pour la démocratie et la souveraineté (EDS), le FPI « GOR » marque son retour par une alliance avec le Parti démocratique de Côte d'Ivoire (PDCI) de l'ancien président Henri Koné Bédié, qui renonce également au boycott du scrutin. Les deux partis forment ainsi une coalition au sein de laquelle ils présentent des listes communes dans les circonscriptions à scrutin de liste, et s'entendent dans celles au scrutin majoritaire pour se désister envers le candidat de l'un ou l'autre à l'exception d'une dizaine de circonscriptions. Parmi ces dernières figure notamment Gagnoa, fief de Laurent Gbagbo.
Jusque là uni avec le PDCI dans l'appel au boycott lors de la présidentielle d'octobre 2020, le FPI légal s'en détache pour former une alliance avec l’Union pour la démocratie et pour la paix en Côte d’Ivoire (UDPCI) d’Albert Toikeusse Mabri, le Congrès panafricain pour la justice et l’égalité des peuples (Cojep) de Charles Blé Goudé, et le mouvement Agir de Martial Ahipeaud. L'alliance parvient à présenter une centaine de candidats, dont une soixantaine sous l'étiquette du FPI légal.
Les élections voient également la participation d'environ huit cents candidats indépendants. Grand bénéficiaires du boycott de l'opposition lors des législatives de 2016, ces derniers avaient décrochés un total de 76 sièges de députés, un succès qu'ils espérent rééditer.
Le scrutin n'est ainsi pour autant pas dépourvu d'un climat de compétition entre les partis, l'issue de ces législatives ouvertes et inclusives étant jugée particulièrement imprévisibles. Disposant d'une large majorité dans l'assemblée sortante, le RHDP entend conserver sa prédominance en présentant des candidats dans l'intégralité des 205 circonscriptions mises en jeu. En quête d'une preuve de légitimité après des victoires dans des contexte de boycotts sans opposition, le parti, qui déploie d'importants moyens et envoie battre campagne sur le terrain la quasi-totalité des ministres et proches du président, espère convaincre au delà de son électorat traditionnel du nord du pays,.

## Résultats
|                        |                                                                                    |                  |                  |                  |        |               |  |  |  |  |  |  |  |  |  |
| Parti                  | Parti                                                                              | Voix             | %                | +/-              | Sièges | +/-           |  |  |  |  |  |  |  |  |  |
|                        | Rassemblement des houphouëtistes pour la démocratie et la paix (RHDP)              | 1 313 886        | 49,18            | 1,08             | 137    | 30            |  |  |  |  |  |  |  |  |  |
|                        | Liste commune PDCI-RDA et EDS                                                      | 441 602          | 16,53            | N/a              | 50     | –             |  |  |  |  |  |  |  |  |  |
|                        | Parti démocratique de Côte d'Ivoire-Rassemblement démocratique africain (PDCI-RDA) | 160 559          | 6,01             | N/a              | 23     | 23            |  |  |  |  |  |  |  |  |  |
|                        | Ensemble pour la démocratie et la souveraineté (EDS)                               | 118 570          | 4,44             | Nv               | 8      | 8             |  |  |  |  |  |  |  |  |  |
|                        | Ensemble pour bâtir (EPB)                                                          | 53 826           | 2,01             | N/a              | 8      | 2             |  |  |  |  |  |  |  |  |  |
|                        | Front populaire ivoirien (FPI)                                                     | 52 451           | 1,96             | 3,87             | 2      | 1             |  |  |  |  |  |  |  |  |  |
|                        | Pour la république et la démocratie (PRD)                                          | 2 417            | 0,09             | Nv               | 0      | en stagnation |  |  |  |  |  |  |  |  |  |
|                        | Union Républicaine pour la Démocratie (URD)                                        | 2 053            | 0,08             | 0,04             | 0      | en stagnation |  |  |  |  |  |  |  |  |  |
|                        | Rassemblement des démocrates de Côte d’Ivoire (RDCI)                               | 1 810            | 0,07             | Nv               | 0      | en stagnation |  |  |  |  |  |  |  |  |  |
|                        | Rassemblement pour la paix et la concorde (RPC)                                    | 1 694            | 0,06             | en stagnation    | 0      | en stagnation |  |  |  |  |  |  |  |  |  |
|                        | 1000 volontaires                                                                   | 1 600            | 0,06             | Nv               | 0      | en stagnation |  |  |  |  |  |  |  |  |  |
|                        | Union des Démocrates pour le Progrès (UDP)                                         | 1 146            | 0,04             | 0,07             | 0      | en stagnation |  |  |  |  |  |  |  |  |  |
|                        | Parti pour l'intégration africaine (PIA)                                           | 1 016            | 0,04             | Nv               | 0      | en stagnation |  |  |  |  |  |  |  |  |  |
|                        | Autres partis                                                                      | 9 572            | 0,36             | –                | 0      | en stagnation |  |  |  |  |  |  |  |  |  |
|                        | Indépendants                                                                       | 509 513          | 19,07            | 19,43            | 26     | 50            |  |  |  |  |  |  |  |  |  |
|                        | Siège non pourvu                                                                   | Siège non pourvu | Siège non pourvu | Siège non pourvu | 1      | –             |  |  |  |  |  |  |  |  |  |
|                        |                                                                                    |                  |                  |                  |        |               |  |  |  |  |  |  |  |  |  |
| Suffrages exprimés     | Suffrages exprimés                                                                 | 2 671 755        | 95,83            |                  |        |               |  |  |  |  |  |  |  |  |  |
| Votes blancs           | Votes blancs                                                                       | 34 083           | 1,22             |                  |        |               |  |  |  |  |  |  |  |  |  |
| Votes nuls             | Votes nuls                                                                         | 82 184           | 2,95             |                  |        |               |  |  |  |  |  |  |  |  |  |
| Total                  | Total                                                                              | 2 788 022        | 100              | –                | 255    | en stagnation |  |  |  |  |  |  |  |  |  |
| Abstentions            | Abstentions                                                                        | 4 571 377        | 62,12            |                  |        |               |  |  |  |  |  |  |  |  |  |
| Inscrits/Participation | Inscrits/Participation                                                             | 7 359 399        | 37,88            |                  |        |               |  |  |  |  |  |  |  |  |  |

## Suites

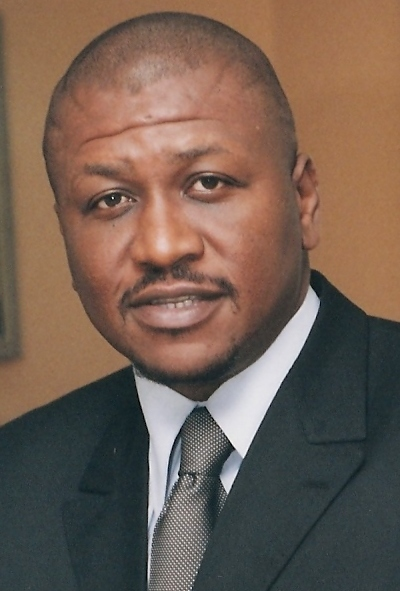
Hamed Bakayoko

Dès avant la publication des résultats complets, plusieurs partis dont le PDCI font état d'une participation décevante. Celle-ci s'établit finalement à 37,88 %, en légère hausse par rapport au scrutin de 2016, qui avait été largement boycotté.
Le scrutin voit la victoire en demi-teinte du RHDP, qui avec 137 sièges sur 255 conserve une confortable majorité absolue à l'assemblée, mais essuie un recul d'une trentaine de sièges. Le parti ne parvient pas à remplir son objectif ambitieux d'atteindre les deux tiers des sièges. Surtout, huit des trente ministres qui se présentaient échouent à être élus députés. Malgré sa défaite, l'opposition parvient à faire la démonstration de son poids politique. Le PDCI et l'EDS parviennent à décrocher plus de 80 sièges, en leur nom propre ou sur listes communes, tandis que le FPI légal ne parvient pas à tirer son épingle du jeu et stagne à une poignée de sièges. La capitale économique du pays, Abidjan est remportée à part égale par le pouvoir et l'opposition. La commune de Yopougon, fief électoral de l'ancien président Laurent Gbagbo, est notamment remportée par son fils Michel Gbagbo,.
Le Premier ministre Hamed Bakayoko meurt des suites d'un cancer du foie le 10 mars à Fribourg-en-Brisgau. Atteint par la Covid-19 et affaibli par une sévère crise de paludisme, il avait été transféré en Europe à la mi-février, avant de voir son état se dégrader. Proche collaborateur du président Ouattara, dont il était perçu comme l'un des plus sérieux candidats à la succession, Bakayoko était très populaire en raison notamment de ses origines modestes, et avait été élu député malgré son absence lors du scrutin. Déjà nommé Premier ministre par intérim à partir du 8 mars, Patrick Achi le remplace à la tête du gouvernement. Cette disparition est un nouveau coup dur pour le président ivoirien, qui avait déjà été confronté au décès de son Premier ministre et successeur désigné Amadou Gon Coulibaly des suites de problèmes cardiaques peu avant l'élection d'octobre 2020,. Son décès marque profondément la période post-électorale, qui voit la publication des résultats en partie occultée par un deuil national de huit jours. Sa dépouille est rapatriée au pays le 13 mars, avant des obsèques officielles le 19,.
Patrick Achi est nommé officiellement Premier ministre par Alassane Ouattara le 26 mars 2021,. Il forme un nouveau gouvernement qui entre en fonction le 6 avril suivant.
Le scrutin pour le siège manquant dans la circonscription de Niakara-Arikokaha-Tortiya, reporté en raison de la mort d'une suppléante, est organisé le 24 avril. Quatre listes d'indépendants dont le député sortant Guibessongui N’datien Koné sont en lice avec celle du RHDP menée par Catherine Koné, qui l'emporte finalement à l'issue du scrutin,.